# Hela werlden är fördärfwad
Hela werlden är fördärfwad är en psalmtext av okänd författare. Sången har 10 verser och sjungs till samma melodi som psalmen Hela världen fröjdes Herran.

## Publicerad i
- Sions sånger 1810 som nr 5 under rubriken "GUDs Röst och Nåde-kallelse".